# 상동역 (부천)
상동역(上洞驛, Sang-dong station)은 경기도 부천시 원미구 상동에 있는 서울 지하철 7호선의 전철역이다.

## 역사
- 2012년 10월 27일 : 서울 지하철 7호선 온수 ~ 부평구청 연장 구간 개통과 함께 영업 개시
- 2022년 1월 1일 : 인천교통공사로 운영권 이관

## 역 구조
- 2면 2선의 상대식 승강장이 있는 지하역이며, 승강장 끝에 스크린도어가 설치되어 있다. 출구는 8개가 있다.
- 7호선 부천 구간 중 유일무이한 상대식 승강장이다.[1]

### 승강장
| 부천시청 ↑   |
| \| 상        |
| ↓ 삼산체육관 |

| 상행 | ● 서울 지하철 7호선 | 부천시청 · 온수 · 대림 · 고속터미널 · 강남구청 · 상봉 · 장암 방면 |
| 하행 | ● 서울 지하철 7호선 | 삼산체육관 · 굴포천 · 부평구청 · 석남 방면                        |

## 역 주변
- 야인시대 문화동산(구 부천 판타스틱스튜디오)
- 상동 호수공원
- 부천터미널 소풍
  - 뉴코아아울렛 부천점
  - CGV 소풍
- 홈플러스 부천상동점
  - 맥도날드
- 아인스월드
- 세이브존 부천상동점
- 석천초등학교
- 석천중학교
- 상동 행정복지센터
- 부천상일초등학교
- 부천상일중학교
- 수도권제1순환고속도로 중동 나들목

## 이용객 변동
2012년 자료는 개통일인 2012년 10월 27일부터 12월 31일까지인 66일 기준으로 집계한 것이다.
| 노선  | 노선   | 일평균 인원수 (명/일) | 일평균 인원수 (명/일) | 일평균 인원수 (명/일) | 일평균 인원수 (명/일) | 일평균 인원수 (명/일) | 일평균 인원수 (명/일) | 일평균 인원수 (명/일) | 일평균 인원수 (명/일) | 각주        |
| 노선  | 노선   | 2010년                | 2011년                | 2012년                | 2013년                | 2014년                | 2015년                | 2016년                | 2017년                | 각주        |
| ----- | ------ | --------------------- | --------------------- | --------------------- | --------------------- | --------------------- | --------------------- | --------------------- | --------------------- | ----------- |
| 7호선 | 승차   | 미개통                | 미개통                | 10,696                | 11,737                | 13,259                | 13,635                | 14,070                | 14,316                | [ 2 ] [ 3 ] |
| 7호선 | 하차   | 미개통                | 미개통                | 10,568                | 11,902                | 13,600                | 14,024                | 14,543                | 14,806                | [ 2 ] [ 3 ] |
| 7호선 | 승하차 | 미개통                | 미개통                | 21,265                | 23,639                | 26,859                | 27,659                | 28,613                | 29,122                | [ 2 ] [ 3 ] |

## 사진

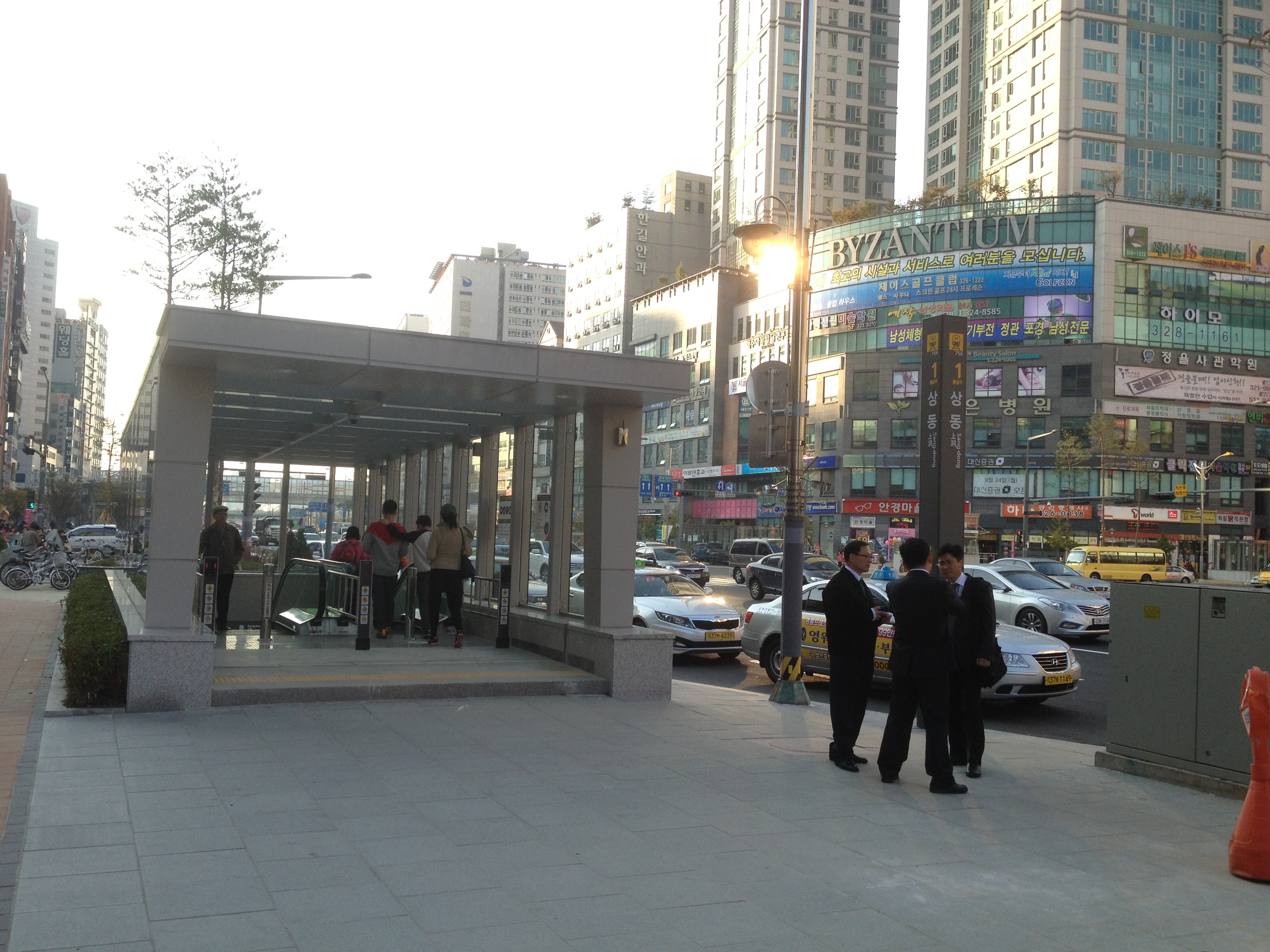
1번 출구
대합실 (인천교통공사 운영권 변경 이전)

## 인접한 역
| 서울 지하철 7호선      | 서울 지하철 7호선   | 서울 지하철 7호선        |
| ---------------------- | ------------------- | ------------------------ |
| 755 부천시청 장암 방면 | ● 서울 지하철 7호선 | 757 삼산체육관 석남 방면 |